# The Darkness (Film)
The Darkness ist ein US-amerikanischer Horrorfilm aus dem Jahr 2016 von Greg McLean. In den Hauptrollen sind Kevin Bacon, Radha Mitchell, David Mazouz und Lucy Fry zu sehen. Der Film greift indianische Mythen rund um die Anasazi auf.

## Handlung
Familie Taylor macht zusammen mit der befreundeten Familie Carter Camping-Urlaub im Grand Canyon. Michael, der autistische Sohn von Bronny und Peter Taylor, findet in einer Höhle fünf Steine mit Schriftzeichen und steckt diese ein.
Wieder zu Hause, beginnt sich Michael seltsam zu verhalten, so zündet er z. B. sein Zimmer an. Auch die Tierwelt im Umkreis verhält sich seltsam. Die komplette Familie hört Geräusche im Haus, und es tauchen Handabdrücke auf Spiegeln und Wänden auf. Bronny Taylor fängt an zu recherchieren und findet heraus, dass laut Legenden die Anasazi-Indianer Dämonen in Steine verbannt haben. Diese Steine wurden dann in Höhlen versteckt. Wenn diese Steine jedoch entfernt werden, können die Dämonen entkommen und nehmen die Gestalt eines Wolfes, einer Schlange, eines Kojoten, einer Krähe und eines Büffels an. Sobald diese Dämonen entkommen, kommt „The Darkness“ über die Welt. Dieser Fluch kann nur gebrochen werden, wenn die Steine von einer Person, die keine Angst hat, an ihren Platz zurückgelegt werden. Peter glaubt ihr nicht, worauf sie wieder mit dem Trinken anfängt.
Die Situation eskaliert immer mehr: so wird Stephanie, Michaels Schwester, erst vom Hund des Nachbarn, dann von den Dämonen angegriffen. Peter findet in Michaels Baumhaus einen Kojoten und sieht den Schatten eines Dämons an Stephanies Fenster. Michael hat sich im Badezimmer eingeschlossen. Als Peter die Tür aufbricht, findet er ihn am Boden sitzend, die Wände und die Decke sind mit lauter Zeichnungen von Dämonen beschmiert. Die Familie verlässt daraufhin das Haus und quartiert sich in einem Hotel ein.
Von seinem Chef Simon erhält Peter die Telefonnummer von Teresa Morales, die spirituelle Heilungen durchführt. Teresa erscheint bei den Taylors zusammen mit ihrer Enkelin Gloria, die ihr als Übersetzerin dient. Die beiden beginnen das Haus von den Dämonen zu reinigen. Während der Reinigung werden sie von den Dämonen angegriffen und leicht verletzt. Währenddessen begibt sich Michael heimlich in sein Zimmer. Er tritt durch den Brandfleck, der sich als ein Portal herausstellt, in die Höhle, in der die Steine verwahrt wurden. Dort wird er von den fünf Dämonen erwartet, Peter folgt ihm und versucht die Steine an ihren Platz zurückzulegen, was ihm aufgrund seiner Angst aber nicht gelingt. Daraufhin bietet er sich als Ersatz für seinen Sohn an, was die Dämonen auch akzeptieren. Michael kann die Steine zurücklegen, worauf die Dämonen verschwinden und die beiden durch das sich langsam schließende Portal zurück in ihr Haus entkommen können.

## Produktion

### Stab
The Darkness war für den Australier Greg McLean die erste Regiearbeit in Hollywood. Laut ihm basiert der Film auf einer wahren Geschichte, die ihm viele Jahre zuvor aus erster Hand erzählt wurde. Greg McLean schrieb auch, zusammen mit Shayne Armstrong und Shane Krause, das Drehbuch. Am 2. Juni 2014 wurde der Filmkomponist Johnny Klimek engagiert, um die Musik zum Film zu komponieren.

### Besetzung
Im Februar 2014 unterschrieben Kevin Bacon und Radha Mitchell für den Film. Mit David Mazouz am 11. April und Lucy Fry am 7. Mai wurde die Familie Taylor komplettiert. Ebenfalls am 7. Mai stieß Trian Long-Smith zum Film, einen Tag zuvor Ming-Na Wen. Mit Matt Walsh, Jennifer Morrison und Parker Mack wurden die Darsteller der befreundeten Familie Carter verpflichtet.

### Dreharbeiten
Die Dreharbeiten begannen im April 2014 in Los Angeles unter dem Arbeitstitel 6 Miranda Drive und endeten im Mai 2014. Darüber hinaus wurde im Red Rock Canyon State Park und in New Mexico gedreht.

### Veröffentlichung
Der Film startete am 13. Mai 2016, einem Freitag den 13., in den US-Kinos. Der Film erschien weitestgehend direkt auf dem Heimkinomarkt.

### Synchronisation
| Rolle            | Darsteller       | Synchronsprecher       |
| ---------------- | ---------------- | ---------------------- |
| Peter Taylor     | Kevin Bacon      | Udo Schenk             |
| Gary Carter      | Matt Walsh       | Gudo Hoegel            |
| Franc Thomas Jr. | A.J. Tannen      | Arne Hörmann           |
| Sammy Levin      | Trian Long Smith | Katharina Schwarzmaier |
| Simon Richards   | Paul Reiser      | Holger Schwiers        |

## Rezeption

### Kritiken
Die Kritiken fielen durchweg negativ aus. So verzeichnete Rotten Tomatoes nur eine positive und 33 negative Kritiken.
Die Filmzeitschrift Cinema merkte an, dass sich die Darsteller zwar bemühen, der Film aber lieblos zusammengepuzzelter Horror sei. Das Ergebnis wäre ein „langatmiger Grusler nach altem Rezept“.

### Einspielergebnis
Bei einem geschätzten Budget von 4 Millionen US-Dollar spielte der Film ca. 10,9 Millionen Dollar ein.